# Ransbach-Baumbach
Ransbach-Baumbach – miasto w Niemczech, w kraju związkowym Nadrenia-Palatynat, w powiecie Westerwald, siedziba gminy związkowej Ransbach-Baumbach. W 2010 miasto liczyło 7 414 mieszkańców.